# Michael Thompson (Gitarrist)
Michael Wood Thompson (* 11. Februar 1954 in New York City) ist ein  US-amerikanischer Gitarrist und Songwriter.

## Leben
Thompson spielte ab dem neunten Lebensjahr Gitarre und hatte während seiner Junior-Highschool- und Highschoolzeit mit seinem Bruder Todd und Freunden eine Band namens Stonefeather. Von 1973 bis 1975 studierte er am Berklee College of Music in Boston. Danach schloss er sich der R&B-Gruppe The Ellis Hall Group an, mit der er vier Jahre lang auf Tour ging und Aufnahmen machte. 1979 begleitete er Joe Cocker auf einer Tournee, danach unternahm er eine einjährige Tournee mit Cher. Mit Andy Fraser nahm er bei Island Records das Album Fine Fine Line auf.
Mehrere Jahre arbeitete er mir der Band Slang zusammen, bevor er 1988 mit der eigenen Michael Thompson Band und dem Sänger Moon Calhoun das Album How long bei Geffen Records produzierte. Im gleichen Jahr entstand ein weiteres Album mit der Band Animal Logic (mit Stewart Copeland, Stanley Clarke und Debbie Holland), mit der er auch eine Europatournee unternahm. Ab 1989 arbeitete Thompson fünfzehn Jahre lang mit dem Produzenten David Foster zusammen, ab 1991 auch mit Walter Afanasieff und ab 1995 mit dem R&B-Sänger und Komponisten Babyface zusammen. Unter anderem spielte er Gitarre in dessen Titeln Change the World (Eric Clapton) und Every Time I Close My Eyes und im Soundtrack des Films Waiting to Exhale und gehörte zu dessen Band bei der Aufnahme der DVD Live In NYC.
1995 war Thompson special guest auf Quincy Jones’ Album Q’s Jook Joint. Im Folgejahr nahm er sein erstes Soloalbum The World According to MT auf. 2001 nahm er mit Shania Twain, der Frau des Produzenten Mutt Lange, das Album Up! auf. Im gleichen Jahr zeichnete ihn das Berklee College of Music mit dem Distiguished Alumni Award aus. Sein zweites Soloalbum The World According to MT erschien 2005.